# Hochschule für Technik und Architektur Freiburg
Die Hochschule für Technik und Architektur Freiburg (fr: Haute école d’ingénierie et d’architecture Fribourg; kurz HTA-FR) ist eine öffentlich-rechtliche Fachhochschule im schweizerischen Freiburg im Uechtland. Die Hochschule für Technik und Architektur Freiburg ist Teil der Fachhochschule Westschweiz (HES-SO).
Die Hochschule bietet eine zweisprachige Ausbildung (Französisch/Deutsch) mit der Möglichkeit, den zweisprachigen Bachelor HES-SO zu erlangen. Eine Bautechnische Schule ist der Hochschule für Technik und Architektur angegliedert und bildet «dipl. Techniker/in HF» mit Fachrichtung Bauführung aus.

## Studienprogramme
- Bachelor of Science HES-SO in Bauingenieurwesen, Chemie, Informatik, Telekommunikation, Elektrotechnik, Maschinentechnik und den Bachelor of Arts in Architektur
- Master of Arts HES-SO in Architektur
- Master of Science HES-SO in Engineering und in Life Sciences